# Cléopâtre captive
Pour les articles homonymes, voir Cléopâtre.
Cléopâtre captive est une tragédie en cinq actes d'Étienne Jodelle, représentée le 9 février 1553, d'abord devant le roi Henri II (Hôtel de Reims), puis au collège de Boncourt. La pièce fait partie du recueil posthume Les Œuvres et meslanges poetiques d’Estienne Jodelle Sieur du Lymodin (1574). Remy Belleau y tint le rôle de Cléopâtre, Jean Bastier dit La Péruse, celui d'Octavien. Il s'agit de la première « tragédie humaniste », et Jodelle la composa en parallèle avec la première « comédie humaniste », L'Eugène.
La représentation fut un succès, et fut suivie par une festivité à l'antique à Arcueil réunissant tous les participants et amis, connue sous le nom de Pompe du bouc.
La pièce fut par ailleurs l'une des premières à réexploiter les codes antiques de la tragédie notamment en ne jouant pas d'intrigue secondaire et en respectant la règle des cinq actes ainsi que la construction du texte en alexandrin.

## Résumé
- Acte 1 : l'ombre d'Antoine annonce à Cléopâtre qu'il lui faut mourir.
- Acte 2 : Octavien redoute que Cléopâtre ne se suicide.
- Acte 3 : Cléopâtre cherche à apitoyer Octavien, en lui offrant ses richesses. Le serviteur Séleuque révèle qu'elle en cache une partie.
- Acte 4 : Cléopâtre décide de mourir.
- Acte 5 : Proculée raconte à Octavien la mort de la reine.

## Distribution
| Acteurs ayant créé les rôles |                           |
| Personnage                   | Acteur ou actrice         |
| Cléopâtre                    | Remy Belleau              |
| Octavien                     | Jean Bastier de La Péruse |

## Étude
Jodelle utilise l'alexandrin dans les actes I et IV, mais il recourt aussi au décasyllabe dans les actes II, III, et V. Dans les chœurs, il recourt à des mètres variés : certains vers n'ont que trois syllabes.
Le sujet est pris dans Plutarque (Vie d'Antoine). L'action est réduite : la pièce raconte la décision de mourir de Cléopâtre et sa réalisation.